# Балкански куп у фудбалу за репрезентације 1936.
Балкански куп 1936. (рум. Cupa Balcanilor 1936, енгл. 1936 Balkan Cup) је био седми фудбалски турнир Балканског купа. Учествовале су репрезентације Грчке, Бугарске и Румуније, а победила је Румунија, која је такође била и  домаћин турнира. Најбољи стрелац био је Шандор Шварц из Румуније са 4 постигнута гола.

## Коначна табела
| Pos | Тим      | О | П | Н | И | ГД | ГП | ГР | Бод. | Qualification |
| --- | -------- | - | - | - | - | -- | -- | -- | ---- | ------------- |
| 1   | Румунија | 2 | 2 | 0 | 0 | 9  | 3  | +6 | 4    | Победник      |
| 2   | Бугарска | 2 | 1 | 0 | 1 | 6  | 8  | −2 | 2    |               |
| 3   | Грчка    | 2 | 0 | 0 | 2 | 6  | 10 | −4 | 0    |               |

## Утакмице
| Румунија                                      | 5 : 2    | Грчка                      |
| --------------------------------------------- | -------- | -------------------------- |
| Бодола 21’, 85’ · Шварц 37’, 75’ · Добаји 77’ | Извештај | Вазос 31’ · Симеонидис 76’ |

| Бугарска                                                   | 5 : 4    | Грчка                                         |
| ---------------------------------------------------------- | -------- | --------------------------------------------- |
| Панчев 25’, 76’ · Рафаилов 31’ · Ангелов 31’ · Лозанов 73’ | Извештај | Мигиакис 12’ · Викелидис 69’ · Хумис 84’, 86’ |

| Румунија                                | 4 : 1    | Бугарска    |
| --------------------------------------- | -------- | ----------- |
| Шварц 10’, 55’ · Чолак 66’ · Добаји 78’ | Извештај | Ангелов 35’ |

## Победник
| Куп Балкана 1936.         |
| ------------------------- |
| · Румунија · Трећа титула |

## Статистика

### Стрелци голова
Укупно је постигнуто  21 голова у 3 утакмица, с просеком од 7 гола по утакмици.
4 гола
- Ш. Шварц

2 гола
- А. Панчев
- Љ. Ангелов
- К. Хумис
- Ј. Бодола
- Ш. Добаи

1 гол
- П. Рафаилов
- М. Лозанов
- Ђ. Вазос
- Т. Симеонидис
- А. Мигиакис
- К. Викелидис
- Г. Чолак